# Eustomias bimargaritatus
Eustomias bimargaritatus és una espècie de peix de la família dels estòmids i de l'ordre dels estomiformes.

## Morfologia
- Els mascles poden assolir 14,3 cm de longitud total.[3][4]

## Hàbitat
És un peix marí i d'aigües tropicals que viu fins als 2.000 m de fondària.

## Distribució geogràfica
Es troba a l'Atlàntic oriental central (Cap Verd) i a l'Atlàntic occidental (entre 28°N-20°N).